# Zuidvelde
Zuidvelde (Noord-Drents: Zudvèle) is een esdorp in de gemeente Noordenveld, in de Nederlandse provincie Drenthe. Het is gelegen ten zuiden van Norg en ten zuidoosten van Westervelde. Tot 1 januari 1998 viel Zuidvelde onder de gemeente Norg. In 2023 woonde er 170 inwoners.
In 1325 wordt er voor het eerst "Stephanus de Zutvelde" genoemd. Uit twee tumuli en een oude waterput die zijn gevonden bij opgravingen blijkt dat het gebied ook al eerder bewoond is geweest. In 1572 werd de plaats vermeld als Suytvelde.

## De Fledders
in het kader van de werkverschaffing werden midjaren jaren dertig in het noorden van Drenthe onderkomens gebouwd voor werklui die ingezet werden voor de ontginning van woeste grond. Nabij Zuidvelde was dat Kamp De Fledders, niet ver daarvandaan Werkkamp Roden.
In de Tweede Wereldoorlog werd De Fledders een werkkamp voor dwangarbeiders. Het kamp is in de loop der jaren, tot en met de jaren vijftig, de verblijfplaats geweest van verschillende groepen mensen: werklozen, joodse vluchtelingen uit Duitsland, joodse dwangarbeiders, vrouwen met kinderen en collaborateurs. 
Na een naamsverandering werden er in woonoord De Fledders als tijdelijke bewoners Molukkers ondergebracht. In 1959 of 1960 is het kamp afgebroken. Nu herinnert alleen nog een gedenkplaat aan dit kamp. Een verharde landweg ten zuiden van Zuidvelde heet ook De Fledders.

## Monumenten
Een deel van Zuidvelde is een beschermd dorpsgezicht. Verder zijn er rijksmonumenten in Zuidvelde.
Hoofdplaats: Roden

Overige plaatsen: Allardsoog (deels) · Altena · Alteveer · Amerika · Boerlaan · Een · Een-West · De Streek · Foxwolde · Huis ter Heide · Klunderveen · Langelo · Lieveren · Leutingewolde · Matsloot · Nietap · Nieuw-Roden · Norg · Norgervaart (deels) · Oostindië (deels) · Peest · Peize · Peizermade · Peizerwold · De Pol · Roderesch · Roderwolde · Sandebuur · Steenbergen · Terheijl · Veenhuizen · Westervelde · Zuidvelde

Drenthe: Steden en dorpen      Nederland: Provincies · Gemeenten